# The Big Bang (álbum)
The Big Bang es el séptimo álbum de estudio del rapero Busta Rhymes, lanzado en 2006, y el primero bajo Aftermath Entertainment. El equipo de producción del álbum incluye a Dr. Dre, Swizz Beatz, will.i.am, Denaun Porter, Erick Sermon, Green Lantern, Timbaland, J Dilla y DJ Scratch. En las colaboraciones aparecen Nas, Stevie Wonder y Rick James, entre otros.

## Lista de canciones
1. "Get You Some" (con Q-Tip & Marsha de Floetry) - 3:45
2. "Touch It" - 3:35
3. "This Is How We Do It Over Here" (con Missy Elliott) - 3:36
4. "New York Shit" (con Swizz Beatz) - 3:01
5. "Been Through the Storm" (con Stevie Wonder) - 4:06
6. "In the Ghetto" (con Rick James) - 3:53
7. "Cocaina" (con Marsha de Floetry) - 3:32
8. "You Can't Hold a Torch" (con Q-Tip & Chauncey Black) - 3:39
9. "Goldmine" (con Raekwon) - 3:45
10. "I Love My Bitch" (con Kelis & will.i.am) - 3:47
11. "Don't Get Carried Away" (con Nas) - 3:30
12. "They're Out to Get Me" (con Mr. Porter) - 5:02
13. "Get Down" - 3:40
14. "I'll Do It All" (con LaToya Jackson) - 5:02
15. "Legend of the Fall Offs" - 4:40

## Sencillos
1. "Touch It" / "Touch It (Remix)" (con Mary J. Blige, Rah Digga, Missy Elliott, Lloyd Banks, Papoose & DMX)", #16 US
2. "I Love My Chick" (con Kelis & will.i.am) / "New York Shit" (con Swizz Beatz)

## Posicionamiento
| Año  | Lista                  | Posición |
| ---- | ---------------------- | -------- |
| 2006 | Billboard 200          | 1        |
| 2006 | Top R&B/Hip-Hop Albums | 1        |
| 2006 | Top Rap Albums         | 1        |
| 2006 | UK Albums Chart        | 19       |
| 2006 | Canada Top 100         | 6        |